# 篠本線料金所
篠本線料金所（しのほんせんりょうきんじょ）は、京都府亀岡市篠町篠上長尾にある、京都縦貫自動車道の本線料金所である。宮津天橋立IC方面に向かう車両について千代川ICまでの通行料金を収受し、大山崎JCT方面に向かう車両に対して通行券を発行する。

## 歴史
- 1988年（昭和63年）2月17日 : 亀岡IC - 沓掛IC間が、一般国道9号 老ノ坂亀岡道路として開通。
- 1993年(平成5年)4月1日 : 千代川IC - 沓掛IC間が、国道9号から国道478号に変更され、それに伴い起点と終点が入れ換わる。
- 1996年（平成8年）4月27日 : 一般国道9号 老ノ坂亀岡道路の名称が、京都縦貫自動車道（京都丹波道路）に変更。
- 2005年（平成17年）10月1日 : 道路関係四公団民営化により、京都丹波道路の保有を、独立行政法人 日本高速道路保有・債務返済機構に、管理を西日本高速道路株式会社に移管。
- 2010年（平成22年）6月28日 : 京都丹波道路で高速道路無料化社会実験が開始[1]。
- 2011年（平成23年）6月20日 : 政府が東北地方太平洋沖地震（東日本大震災）の復旧・復興費用をまかなうため、0時をもって高速道路無料化社会実験が一旦終了し、一時凍結される[2]。

## 料金所
- ブース数 : 12

### 綾部JCT・丹波IC方面
- ブース数 : 5
  - ETC専用 : 2
  - ETC専用および一般またはETC・一般の可変式ブース : 2
  - 一般 : 1

### 沓掛IC・大山崎JCT方面
- ブース数 : 7

#### 本線
- ブース数 : 5
  - ETC専用 : 3
  - 一般 : 2

#### 篠IC出口専用（篠IC第１料金所）
- ブース数 : 2

2ブースともETC専用および一般またはETC・一般の可変式ブース

## 隣
E9 京都縦貫自動車道（京都丹波道路）
(13)亀岡IC - 篠TB - (14)篠IC